# Seven Year Itch
Albums de Siouxsie and the Banshees
The Best of Siouxsie and the Banshees
(2002) Downside Up
(2004)
Seven Year Itch est un DVD et album live de Siouxsie and the Banshees filmé et enregistré à Londres au Shepberds Bush Empire le 10 juillet 2002 et sorti en juin 2003.
Il comporte une reprise inédite du titre Blue Jay Way, composé à l'origine par George Harrison pour les Beatles.
Le titre de l'album fait référence au film de Billy Wilder The Seven Year Itch (Sept Ans de réflexion) parce que les Banshees n'avaient alors plus joué ensemble depuis sept ans.

## Liste des titres du CD
1. Pure
2. Jigsaw Feeling
3. Metal Postcard
4. Red Light
5. Lullaby
6. Lands End
7. I Could Be Again
8. Icon
9. Night Shift
10. Voodoo Dolly
11. Trust in Me
12. Blue Jay Way
13. Monitor
14. Peek-a-Boo

## Liste des titres du DVD
1. Pure
2. Jigsaw Feeling
3. Metal Postcard
4. Red Light
5. Happy House
6. Christine
7. Lullaby
8. Lands End
9. Cities In Dust
10. I Could Be Again
11. Icon
12. Night Shift
13. Voodoo Dolly
14. Spellbound
15. Blue Jay Way
16. Monitor
17. Peek-a-Boo